# 小林ゆうの小林文明
小林ゆうの小林文明（こばやしゆうのこばやしぶんめい）とは文化放送・コナミデジタルエンタテインメントのアニラジ番組。パーソナリティは小林ゆう。

## 放送局・時間
デジタルラジオ・インターネットラジオの超!A&G+にて2008年4月7日から2009年3月30日まで毎週月曜日18:00 - 18:30に放送された。リピート放送は翌日の毎週火曜日8:00 - 8:30。
インターネットラジオのKONAMI STATIONでは、『小林ゆうの小林文明拡大版』として、2008年8月から2009年3月31日まで、毎週火曜日午後更新で配信された。KONAMI STATIONでのみ拡大版と称しているが、超!A&G+と同じ30分である。
アナログ放送では、文化放送でその週の土曜日27:00からの『白石涼子の聞かなきゃ☆そん♪Song!』内で、時間不定のフロート番組として、27:40ごろから10分弱（2008年9月までは15分弱）放送された。

## 番組内容
超!A&G+での番組案内には「独自の文明を作り続ける、声優＆アーチスト・小林ゆうの全てがギュッと詰まった番組」とある。

## コーナー

### 文化放送でも放送
文化放送では一部コーナーが不定期に交代でカットされた。
お便り文明
リスナーからのメールやお便りを紹介するコーナー。
クイズ文明
あらゆるジャンルのクイズ問題に小林ゆうが挑戦するコーナー。リスナーからはクイズの問題を募集した。
BEMANI文明
KONAMIの音楽シミュレーションゲーム『BEMANI』シリーズからさまざまなゲストが登場するコーナー。
インフォメーション文明
告知、クロージングトーク。

### 文化放送ではカット
音楽文明
小林ゆうの音楽像やこれまでに小林ゆうが歌ってきたキャラソンやアーティスト・小林ゆうのCD楽曲を紹介するコーナー。時折、コナミミュージックの曲を流すこともあった。